# قائمة نهائيات كأس العالم للسيدات
كأس العالم للسيدات FIFA، هي بطولة كرة القدم الدولية للفرق الوطنية للسيدات التي تمثل أعضاء الاتحاد الدولي لكرة القدم (FIFA)، الهيئة المنظمة العالمية للرياضة. يتم التنافس عليها كل أربع سنوات منذ عام 1991م بين الفرق المتأهلة من خلال المسابقات القارية، إلى جانب المضيفين الذين لديهم مقعد تلقائي. تُعد البطولة واحدة من أكثر الأحداث الرياضية النسائية مشاهدة على مستوى العالم، حيث يبلغ عدد مشاهديها عبر التلفزيون العالمي أكثر من 82.18 مليون مشاهد لنهائي 2019م. 
وكما هو الحال مع النسخ الحديثة من بطولة كأس العالم للرجال ، فإن نهائي كأس العالم للسيدات لكرة القدم هو المباراة الأخيرة من مرحلة خروج المغلوب في المسابقة. تُلعب مباراة واحدة بين الفريقين المتبقيين اللذين تأهلا من الدور نصف النهائي، وتُحدد بطل العالم في كرة القدم النسائية. وفي حالة التعادل بعد مرور 90 دقيقة من الوقت الأصلي، سيتم استخدام 30 دقيقة إضافية من الوقت الإضافي مقسمة على شوطين لتحديد الفائز. وإذا ظلت النتائج متعادلة، يتم اللجوء إلى ركلات الترجيح حتى يفوز أحد الفريقين. وقد سمحت بعض نسخ البطولة بما يُعرف بالهدف الذهبي في الوقت الإضافي لتحديد الفائز، والذي تم استخدامه في نهائي عام 2003م.
النسخة الافتتاحية من البطولة أُقيمت في الصين عام 1991م، وشارك فيها 12 فريقا لعبوا مباريات مدتها 80 دقيقة. وقد سبقتها عدة بطولات عالمية غير رسمية، لكن بطولة عام 1991م كانت الأولى التي يتم تنظيمها مباشرة من قبل الاتحاد الدولي لكرة القدم (الفيفا). عُرفت باسم بطولة العالم الأولى لكرة القدم للسيدات لكأس M&Ms وأطلق عليها بأثر رجعي لقب كأس العالم. وتم توسيع بطولة كأس العالم لتشمل 16 فريقًا في نسخة عام 1999م ، والتي استضافتها الولايات المتحدة وشهدت حضورًا جماهيريًا قياسيًا. وكان من المقرر أن تستضيف الصين نسخة عام 2003م، ولكن تم نقلها إلى الولايات المتحدة بسبب تفشي مرض السارس على نطاق واسع. وأمتد التوسع في البطولة لتشمل 24 فريقًا في نسخة 2015م، أما الشكل المعتمد الحالي من البطولة فيشمل 32 فريقًا لنسخة 2023م ، وهي النسخة الأولى التي تضم دولًا مضيفة متعددة.
لقد شارك عشرة فرق في النهائيات التسع التي أقيمت منذ عام 1991م؛ وقد فاز خمسة منها باللقب. الولايات المتحدة هي الفريق الأكثر نجاحًا في تاريخ كأس العالم للسيدات، بعد أن استطاعت الفوز بأربعة ألقاب في خمس نهائيات. وحصلت ألمانيا على لقبين كما حصلت على المركز الثاني مرة واحدة؛ أما اليابان والنرويج فلديهما لقب واحد، وحصلتا على المركز الثاني في نهائي آخر. فازت إسبانيا بالبطولة الأخيرة التي استضافتها كل من: أستراليا ونيوزيلندا في عام 2023م، حيث استطاعت الفوز على إنجلترا، والتي وصلت إلى النهائي لأول مرة، في المباراة النهائية التي أقيمت على ملعب أستراليا في سيدني . يتم تقديم كأس العالم للسيدات لكرة القدم للفريق الفائز بالمباراة النهائية، والذي تحتفظ به الفيفا وتعرضه أحيانًا في الجولات أو في متحف الفيفا في زيورخ بسويسرا. ويتم منح المنتخب الفائزنسخة طبق الأصل من الكأس، والتي تسمى كأس كأس العالم للسيدات لكرة القدم، ويتم نقش اسم الفائز عليها.

## قائمة النهائيات
| *             | انتهت المباراة بالفوز بالهدف الذهبي              |
| double-dagger | تم حسم المباراة بركلات الترجيح بعد الوقت الإضافي |

| العام | الفائزون         | النتيجة        | الوصيف           | الملعب                  | الموقع                                             | الحضور |
| ----- | ---------------- | -------------- | ---------------- | ----------------------- | -------------------------------------------------- | ------ |
| 1991  | الولايات المتحدة | 2–1            | النرويج          | ملعب تيانهي             | غوانجو, الصين                                      | 63,000 |
| 1995  | النرويج          | 2–0            | ألمانيا          | ملعب روسوندا            | ستوكهولم, السويد                                   | 17,158 |
| 1999  | الولايات المتحدة | 0–0 · (5–4 ج.) | الصين            | ملعب روز بول            | باسادينا (كاليفورنيا) , الولايات المتحدة الأمريكية | 90,185 |
| 2003  | ألمانيا          | * 2–1 *        | السويد           | مركز هوم ديبوت          | كارسون (كاليفورنيا) ,الولايات المتحدة الأمريكية    | 26,137 |
| 2007  | ألمانيا          | 2–0            | البرازيل         | ملعب هونغكو لكرة القدم  | شنغهاي, الصين                                      | 31,000 |
| 2011  | اليابان          | 2–2 · (3–1 ج.) | الولايات المتحدة | كومرتسبانك أرينا        | فرانكفورت, ألمانيا                                 | 48,817 |
| 2015  | الولايات المتحدة | 5–2            | اليابان          | بي سي بليس              | فانكوفر, كندا                                      | 53,341 |
| 2019  | الولايات المتحدة | 2–0            | هولندا           | ملعب بارك أولمبيك أليون | ديسين-شاربيو , فرنسا                               | 57,900 |
| 2023  | إسبانيا          | 1–0            | إنجلترا          | ملعب أستراليا           | سيدني, أستراليا                                    | 75,784 |

## النتائج حسب الدولة
| المنتخب الوطني لـ | البطل | الوصافة | عدد النهائيات | سنوات الفوز بالبطولة   | سنوات الوصافة |
| ----------------- | ----- | ------- | ------------- | ---------------------- | ------------- |
| الولايات المتحدة  | 4     | 1       | 5             | 1991، 1999، 2015، 2019 | 2011          |
| ألمانيا           | 2     | 1       | 3             | 2003، 2007             | 1995          |
| اليابان           | 1     | 1       | 2             | 2011                   | 2015          |
| النرويج           | 1     | 1       | 2             | 1995                   | 1991          |
| إسبانيا           | 1     | 0       | 1             | 2023                   | –             |
| البرازيل          | 0     | 1       | 1             | –                      | 2007          |
| الصين             | 0     | 1       | 1             | –                      | 1999          |
| هولندا            | 0     | 1       | 1             | –                      | 2019          |
| السويد            | 0     | 1       | 1             | –                      | 2003          |
| إنجلترا           | 0     | 1       | 1             | –                      | 2023          |

## النتائج حسب الاتحاد
الاتحادات الوطنية التي تتنافس في فعاليات الفيفا هي أيضًا أعضاء في ستة اتحادات إقليمية، والتي تمثل مناطق مختلفة من العالم، ويتم تنظيمها عمومًا حسب القارة. وقد فازت فرق من ثلاث اتحادات بالبطولة: الاتحاد الأوروبي لكرة القدم، الذي يمثل أوروبا؛ واتحاد أمريكا الشمالية والوسطى والكاريبي، الذي يمثل أمريكا الشمالية وأمريكا الوسطى ومنطقة البحر الكاريبي؛ واتحاد آسيا لكرة القدم، الذي يمثل آسيا. كما حصل اتحاد أمريكا الجنوبية لكرة القدم (كونميبول) على المركز الثاني في إحدى مبارياته. في حين أنه لم يتأهل أي من الاتحادين القاريين المتبقيين إلى النهائيات: الاتحاد الأفريقي لكرة القدم (أفريقيا)، وكذلك الاتحاد الأوقيانوسي لكرة القدم (أوقيانوسيا).
| الاتحاد                          | الظهور | البطل | الوصيف |
| -------------------------------- | ------ | ----- | ------ |
| الاتحاد الأوربي لكرة القدم       | 9      | 4     | 5      |
| الكونكاكاف                       | 5      | 4     | 1      |
| الاتحاد الآسيوي لكرة القدم       | 3      | 1     | 2      |
| أتحاد أمريكا الجنوبية لكرة القدم | 1      | 0     | 1      |

## روابط خارجية
- كأس العالم للسيدات FIFA نسخة محفوظة 6 September 2022 على موقع واي باك مشين. على موقع FIFA.com